# 追尾レーダー
追尾レーダー（英語: tracking radar）は、目標を追尾するためのレーダー。狭義には、単一の目標に対してアンテナビームを連続的に指向することで、高精度の目標情報を得るレーダーを指す。
その性質上、送信機には短いパルス幅と高いパルス繰り返し周波数（PRF）、アンテナにはサイドローブの少なさと優れた敏捷性、信号処理には高いクラッター抑圧性能が求められ、高い周波数を用いる傾向がある。高速目標の観測用などとして民間で用いられることもあるが、射撃統制システムなど軍用での採用が大半であり、このようなものは火器管制レーダー (Fire-control radar) とも称される。

## 概要
追尾とは、正確かつ継続的に目標の位置情報（距離・方位角・仰俯角・空間ベクトル）を得る機能であり、下記のような機能を包括している。これらのうち下2者は、いわゆるフィルタリング処理に含まれる。
1. 位置情報を観測する機能
2. より正確な情報とするため、得られた位置情報に対して平滑化処理を行う機能
3. 次の位置情報を得るために予測処理を行う機能

レーダーによる追尾方式は下記のように分類できる。
- 単一目標追尾（Single Target Tracking, STT）
- 複数目標追尾（Multiple Target Tracking, MTT）
  - 捜索中追尾（Track While Scan）
  - 電子走査アンテナ（Electronically Scanned Antenna, ESA）追尾

## STT
ペンシルビームを形成するアンテナを機械的に駆動することで、単一の目標に対してビームを連続的に指向し、高精度の目標情報を得る方式である。これによって得られる情報には、目標の距離・方位角・仰俯角のほかに、ドップラー信号も含まれうる。これらのうち、方位角・仰俯角の情報は、サーボ機構を介してアンテナの駆動に用いられることで、角度系について閉ループ制御を形成する。また距離・ドップラー周波数についても、同様に閉ループ制御が行われる。単に追尾レーダという場合は、このSTT方式のレーダを指すことが多い。
なお、STT方式の追尾レーダでは、高精度の方位分解能を実現するためにビーム幅はかなり狭くなっており、目標の捜索には不向きである。このため、捜索レーダと併用して、まず捜索レーダーによって目標の概略位置を把握したのちに、その周辺に追尾レーダのビームを指向して、目標を探知・識別および位置決定を行って、追尾に移行することが多い。このような追尾への移行処理のことを捕捉処理 (Target acquisition) と称する。また、追尾レーダーによってただちに目標を捕捉するに足る精度での目標探知が可能なレーダーを捕捉レーダーと称する。